# Campeonato Carioca de Futebol de 2024 - Série B2
O Campeonato Carioca da Série B2 de 2024 foi a 17ª edição da quarta divisão do campeonato estadual de futebol profissional do Rio de Janeiro. A competição foi organizada pela Federação de Futebol do Estado do Rio de Janeiro (FERJ).
O campeão desta edição foi o Campo Grande ao vencer os dois jogos contra o Bonsucesso na final. Ambas as equipes foram promovidas à Série B1 de 2025. Além dos finalistas, o Niteroiense e o Carapebus, também foram promovidos à Série B1 de 2025, em virtude da quantidade de equipes reduzida na Série B1 de 2024.
O rebaixamento foi decidido na 10ª rodada da competição, com o Mageense perdendo por 1 a 0 para o Serra Macaense, e o Rio São Paulo perdendo por W.O para o Campo Grande. A equipe ainda sofreu mais um W.O na última rodada para o Barra Mansa. A FERJ o suspendeu por não cumprir com o prazo para o pagamento de borderôs de jogos anteriores.

## Regulamento
A competição teve 12 clubes. Na primeira fase — também chamada de Taça Maracanã — , os clubes jogarão em turno único entre si, classificando-se para as semifinais os 4 primeiros colocados. O primeiro colocado, se necessário aplicados os critérios de desempate, será declarado o campeão da Taça Maracanã.
As semifinais serão formadas por meio de cruzamento olímpico, ou seja, o primeiro colocado enfrenta o quarto colocado e o segundo colocado enfrenta o terceiro. As semifinais serão disputadas em jogos de ida e volta, com a equipe de cada chave que tiver a melhor campanha na primeira fase terá a vantagem do empate e do mando de campo do primeiro ou do segundo jogo das semifinais. Por causa da desistência de 3 clubes na série B1, os 4 semifinalistas estarão classificados para a Série B1 de 2025.
A final será disputada em jogos de ida e volta, sem vantagem de empate para nenhum dos lados. Em caso de empate em pontos e saldo de gols, haverá disputa de pênaltis. O vencedor será declarado campeão do torneio.
Os 2 clubes piores colocados na Taça Maracanã serão rebaixados para a Série C de 2025.

### Critérios de desempate
Ocorrendo empate em pontos ganhos entre duas ou mais associações, serão aplicados, sucessivamente, os seguintes critérios de desempate:
1º) Maior número de vitórias;
2º) Maior saldo de gols;
3º) Maior número de gols pró;
4º) Confronto direto, somente entre dois clubes;
5º) Menor número de cartões amarelos;
6º) Sorteio público na sede da Federação, em dia e horário a serem determinados.

## Promovidos e Rebaixados
| Pos. | Rebaixado da Série B1 2023 |
| ---- | -------------------------- |
| 11º  | Serra Macaense             |
| 12º  | 7 de Abril                 |
| Pos. | Promovidos da Série C 2024 |
| 1º   | Niteroiense                |
| 2º   | Uni Souza                  |

| Pos. | Mantidos da Série B2 2023 |
| ---- | ------------------------- |
| 3º   | Bonsucesso                |
| 4º   | Zinzane                   |
| 5º   | Carapebus                 |
| 6º   | Rio de Janeiro            |
| 7º   | Rio São Paulo             |
| 8º   | Barra Mansa               |
| 9º   | Campo Grande              |
| 10º  | Mageense                  |

## Participantes
| Equipe         | Cidade         | Em 2023           | Estádio         | Capacidade | Títulos        |
| -------------- | -------------- | ----------------- | --------------- | ---------- | -------------- |
| 7 de Abril     | Rio de Janeiro | 12º (Série B1)    | Moça Bonita     | 9 024      | 0 (não possui) |
| Barra Mansa    | Barra Mansa    | 8º                | Leão do Sul     | 2 000      | 0 (não possui) |
| Bonsucesso     | Rio de Janeiro | 3º                | Rua Bariri      | 8 300      | 0 (não possui) |
| Campo Grande   | Rio de Janeiro | 9º                | Moça Bonita     | 9 024      | 0 (não possui) |
| Carapebus      | Carapebus      | 5º                | Ferreirão       | 900        | 0 (não possui) |
| Mageense       | Magé           | 10º               | Los Larios      | 6 300      | 0 (não possui) |
| Niteroiense    | Niterói        | 1º (Série C 2024) | Concha Acústica | 400        | 0 (não possui) |
| Rio de Janeiro | Rio de Janeiro | 6º                | Marrentão       | 3 334      | 0 (não possui) |
| Rio São Paulo  | Rio de Janeiro | 7º                | Joaquim Flores  | 500        | 1 (2019)       |
| Serra Macaense | Macaé          | 11º (Série B1)    | Ferreirão       | 900        | 0 (não possui) |
| Uni Souza      | Rio de Janeiro | 2º (Série C 2024) | Moça Bonita     | 9 024      | 0 (não possui) |
| Zinzane        | Rio de Janeiro | 4º                | Moça Bonita     | 6 989      | 0 (não possui) |

## Taça Maracanã
| 1  | Campo Grande   | 26 | 11 | 8 | 2 | 1 | 23 | 6  | +17 | 10 | 10 | 4  | 7  | 3  | 1  | 1  | 1  | 1  | 1  | 1  |
| 2  | Bonsucesso     | 22 | 11 | 6 | 4 | 1 | 20 | 5  | +15 | 6  | 7  | 3  | 6  | 7  | 5  | 2  | 2  | 2  | 3  | 2  |
| 3  | Niteroiense    | 21 | 11 | 6 | 3 | 2 | 19 | 12 | +7  | 4  | 4  | 8  | 4  | 5  | 3  | 4  | 4  | 3  | 2  | 3  |
| 4  | Carapebus      | 20 | 11 | 6 | 2 | 3 | 23 | 11 | +12 | 1  | 2  | 1  | 1  | 1  | 4  | 5  | 5  | 5  | 4  | 4  |
| 5  | Serra Macaense | 17 | 11 | 4 | 5 | 2 | 10 | 7  | +3  | 7  | 8  | 11 | 11 | 9  | 8  | 6  | 6  | 8  | 7  | 5  |
| 6  | Zinzane        | 16 | 11 | 4 | 4 | 3 | 13 | 8  | +5  | 5  | 6  | 6  | 8  | 4  | 7  | 7  | 7  | 6  | 5  | 6  |
| 7  | Barra Mansa    | 15 | 11 | 4 | 3 | 4 | 12 | 10 | +2  | 9  | 9  | 5  | 10 | 11 | 11 | 9  | 8  | 7  | 8  | 7  |
| 8  | Uni Souza      | 15 | 11 | 4 | 3 | 4 | 13 | 18 | -5  | 2  | 3  | 7  | 3  | 2  | 2  | 3  | 3  | 4  | 6  | 8  |
| 9  | 7 de Abril     | 10 | 11 | 2 | 4 | 5 | 12 | 13 | -1  | 8  | 5  | 9  | 9  | 10 | 10 | 10 | 10 | 10 | 9  | 9  |
| 10 | Rio de Janeiro | 8  | 11 | 2 | 2 | 7 | 12 | 23 | -11 | 3  | 1  | 2  | 2  | 6  | 6  | 8  | 9  | 9  | 10 | 10 |
| 11 | Mageense       | 6  | 11 | 2 | 0 | 9 | 11 | 30 | -19 | 11 | 12 | 12 | 12 | 12 | 12 | 12 | 12 | 12 | 12 | 11 |
| 12 | Rio São Paulo  | 6  | 11 | 2 | 0 | 9 | 8  | 33 | -25 | 12 | 11 | 10 | 5  | 8  | 9  | 11 | 11 | 11 | 11 | 12 |

     Classificados para as semifinais do Campeonato
     Rebaixados para a Série C

### Premiação
| Taça Maracanã de 2024             |
| Border                            |
| --------------------------------- |
| Campo Grande Campeão (1.º título) |

## Fase Final
|  | Semifinais   | Semifinais | Semifinais | Semifinais |   |              | Final | Final | Final | Final |
|  |              |            |            |            |   |              |       |       |       |       |
|  | Campo Grande | 3          | 1          | 4          |   |              |       |       |       |       |
|  | Carapebus    | 1          | 0          | 1          |   |              |       |       |       |       |
|  | Carapebus    | 1          | 0          | 1          |   | Campo Grande | 2     | 2     | 4     |       |
|  |              |            |            |            |   | Campo Grande | 2     | 2     | 4     |       |
|  |              | Bonsucesso | 0          | 1          | 1 |              |       |       |       |       |
|  | Bonsucesso   | Bonsucesso | 0          | 1          | 1 | 2            | 3     | 5     |       |       |
|  | Bonsucesso   |            |            |            |   | 2            | 3     | 5     |       |       |
|  | Niteroiense  | 0          | 4          | 4          |   |              |       |       |       |       |

## Premiação
| Campeonato Carioca de 2024 - Série B2 |
| Border                                |
| ------------------------------------- |
| Campo Grande Campeão (1.º título)     |

## Classificação geral
Fonte:
| Pos. | Equipe         | PG | J  | V  | E | D | GP | GS | SG  | Classificação ou rebaixamento                  |
| ---- | -------------- | -- | -- | -- | - | - | -- | -- | --- | ---------------------------------------------- |
| 1    | Campo Grande   | 38 | 15 | 12 | 2 | 1 | 31 | 8  | +23 | Campeão e promovido à Série B1 de 2025         |
| 2    | Bonsucesso     | 25 | 15 | 7  | 4 | 4 | 26 | 13 | +13 | Vice-campeão e promovido à Série B1 de 2025    |
| 3    | Niteroiense    | 24 | 13 | 7  | 3 | 3 | 23 | 17 | +6  | Semifinalistas e promovidos à Série B1 de 2025 |
| 4    | Carapebus      | 20 | 13 | 6  | 2 | 5 | 24 | 15 | +9  | Semifinalistas e promovidos à Série B1 de 2025 |
| 5    | Serra Macaense | 17 | 11 | 4  | 5 | 2 | 10 | 7  | +3  |                                                |
| 6    | Zinzane        | 16 | 11 | 4  | 4 | 3 | 13 | 8  | +5  |                                                |
| 7    | Barra Mansa    | 15 | 11 | 4  | 3 | 4 | 12 | 10 | +2  |                                                |
| 8    | Uni Souza      | 15 | 11 | 4  | 3 | 4 | 13 | 18 | -5  |                                                |
| 9    | 7 de Abril     | 10 | 11 | 2  | 4 | 5 | 12 | 13 | -1  |                                                |
| 10   | Rio de Janeiro | 8  | 11 | 2  | 2 | 7 | 12 | 23 | -11 |                                                |
| 11   | Mageense       | 6  | 11 | 2  | 0 | 9 | 11 | 30 | -19 | Rebaixados à Série C de 2025                   |
| 12   | Rio São Paulo  | 6  | 11 | 2  | 0 | 9 | 8  | 33 | -25 | Rebaixados à Série C de 2025                   |

## Artilharia
| Gols | Jogador         | Time         |
| ---- | --------------- | ------------ |
| 11   | Yuri Ferreira   | Campo Grande |
| 5    | Guilherme       | Niteroiense  |
| 5    | Daniel Pessoa   | Mageense     |
| 4    | Yago            | Bonsucesso   |
| 4    | Vinicius        | Bonsucesso   |
| 4    | Sidnei          | Campo Grande |
| 4    | Jefferson Gomes | Niteroiense  |
| 4    | Maicon Marinho  | Carapebus    |